# نیکیفاروو
نیکیفاروو (به لاتین: Nikifarovo) یک منطقهٔ مسکونی در روسیه است که در باشقیرستان واقع شده‌است.